# Gruppo Dolciario Italiano
Gruppo Dolciario Italiano - GDI S.p.A. era una azienda italiana, costituita nel 1990 dopo lo scioglimento di Alivar, la capogruppo dolciaria della SME, per rilevare il ramo dei prodotti da forno a consumo tradizionale, cioè i panettoni e i cioccolatini dei marchi Motta e Alemagna.
Aveva sede a Novara ed il suo sito produttivo era situato, dopo il trasferimento da Milano deciso da SME nel 1984, a San Martino Buon Albergo (Verona), ed era controllata interamente da Italgel, di proprietà del gruppo IRI-SME. Quando nel 1993 Italgel è stata venduta a Nestlé S.A., GDI è stato assorbito dal gruppo svizzero.

## Storia
Dopo il fallimento della cessione dell'intero gruppo SME alla Buitoni nel 1985 (Vicenda SME), nel 1990 l'IRI decise nuovamente di mettere in vendita una parte della settore agroalimentare delle Partecipazioni statali: viene così decretato lo scioglimento dell'Alivar, ovvero la divisione dolciaria della SME a cui facevano riferimento i marchi Motta e Alemagna. Nel luglio dello stesso anno la società fu divisa in tre unità differenti: due di queste (Nuova Forneria) e (Pavesi) con l'ingresso di aziende private nel capitale (ossia Barilla e Ferrero), la terza, appunto Gruppo Dolciario Italiano, ancora interamente di proprietà della SME. Alla neocostituita società verrà affidata la gestione del ramo dei prodotti da forno a consumo festivo (panettoni) e le cioccolate dei marchi Motta e Alemagna, nonché la coordinazione, tramite la condivisione dello stesso management, con le attività di Italgel, la società proprietaria del ramo gelati di Motta. Nel 1993, a seguito della volontà dello Stato di procedere alle privatizzazioni delle sue proprietà industriali, il Gruppo Dolciario Italiano viene ceduto insieme a Italgel alla multinazionale svizzera del largo consumo Nestlé,
la quale incorpora le società rilevate nella sua filiale italiana. Nello stesso 1993, anno del suo ultimo esercizio, aveva un fatturato pari a circa 280 miliardi di lire.